# Wolfgang Wächter (Restaurator)

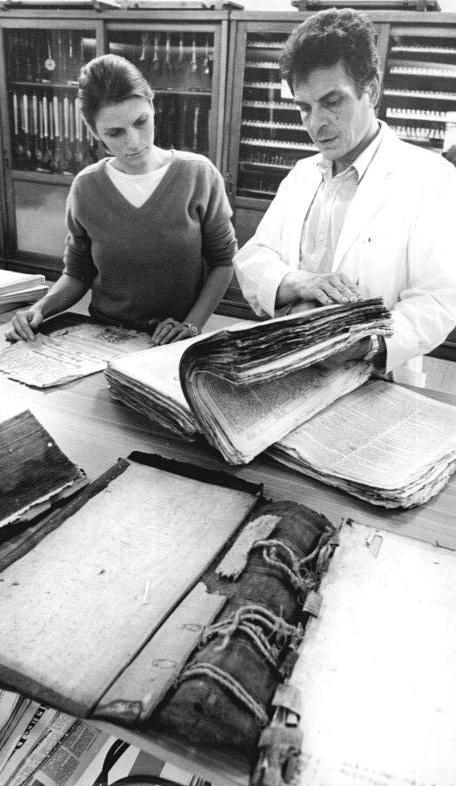
Wolfgang Wächter (rechts) in der Restaurierungswerkstatt der Deutschen Bücherei 1986

Wolfgang Wächter (* 31. März 1940 in Dresden; † 26. Mai 2021) war ein deutscher Buchrestaurator.

## Leben
Wächters Vater war Zahlmeister bei der Wehrmacht und starb 1947 in britischer Kriegsgefangenschaft. Wolfgang Wächter erkrankte im Alter von zwei Jahren an spinaler Kinderlähmung. 1950 zog die Mutter mit den beiden Kindern nach Leipzig; dort fand sie eine Stelle in der Buchbinderei der Deutschen Bücherei und qualifizierte sich später zur Bibliothekarin.
Wolfgang Wächter absolvierte nach Abschluss der 10. Schulklasse von 1956 bis 1959 eine Buchbinderlehre in der Deutschen Bücherei und war danach dort Geselle. 1964 schloss er die Ausbildung zum Meister ab und begann im gleichen Jahr mit dem Aufbau der neu gegründeten Restaurierungsabteilung der Deutschen Bücherei. Neben der Arbeit studierte er an der Hochschule für Grafik und Buchkunst Leipzig, wo er 1974 mit Diplom abschloss. 1982 wurde er an der Universität Leipzig mit einer Schrift zum Thema Buchrestaurierung promoviert. 
Wächter war wesentlich an der Entwicklung der Papierrestaurierung in der DDR beteiligt. Ein vom Museum für Deutsche Geschichte aufgelegtes Ausbildungsprogramm für Papierrestauratoren (in Form eines dualen Fachschul-Fernstudiums) wurde von ihm inhaltlich maßgeblich konzipiert. Sein besonderes Interesse galt der Massenbearbeitung von geschädigtem Papier wie maschinelles Papierspalten und Mengenentsäuerung. Diese wurde in der Deutschen Bücherei in Form von „Fließstraßen“ umgesetzt.
Auf Bitten von Gerhard Banik, der den Aufbau eines Studienprogramms für Papier- und Schriftgutrestaurierung an der Kunstakademie Stuttgart betreute, brachte Wächter ab 1994 dort seine Erfahrungen ein. Für seine Verdienste in der Lehre am Stuttgarter Studiengang ernannte ihn Rektor Paul Uwe Dreyer 1999 zum Professor.
Ab 1997 amtierte Wächter als Technischer Direktor der privatwirtschaftlich geführten Zentrum für Bucherhaltung GmbH in Leipzig, die durch Ausgründung des Restaurierungszentrums der Deutschen Bücherei entstanden war. Danach übernahm er die gleiche Position an der 2003 von Claus Michaletz gegründeten Preservation Academy Leipzig GmbH. Dort arbeitete er an der Weiterentwicklung des spanischen Entsäuerungsverfahrens CSC Book Saver. 2005 ging er in Rente.
Wächter war verheiratet und hatte zwei Kinder. Er starb 2021 im Alter von 80 Jahren und wurde auf dem Auenfriedhof in Markkleeberg beigesetzt.

## Publikationen (Auswahl)
- Die Restaurierungswerkstatt des Deutschen Buch- und Schriftmuseums der Deutschen Bücherei. In: Jahrbuch der Deutschen Bücherei. Bd. 6 (1970), S. 65–73.
- Die Restaurierungswerkstatt des Deutschen Buch- und Schriftmuseums der Deutschen Bücherei in Leipzig. In: Mitteilungen der Internationalen Arbeitsgemeinschaft der Archiv-, Bibliotheks- und Graphikrestauratoren. Bd. 35–36 (1970), S. 321–329.
- Die Restaurierung des Berliner Riesenatlas. In: Papier und Druck. Fachausgabe Druckformenherstellung. Bd. 22 (1973), Heft 8, S. 127–128, S. 157–160.
- Buchrestaurierung: Das Grundwissen des Buch- und Papierrestaurators. Fachbuchverlag, Leipzig 1981.
- Mechanizing Restoration Work: the Deutsche Bücherei in Leipzig and its Role as a Regional Center for IFLA. In: Restaurator. Bd. 8 (1987), Heft 2/3, S. 129–132.
- Hrsg. zusammen mit Helmut Rötzsch: Study on mass conservation techniques for treatment of library and archives material. General Information Programme and UNISIST. United Nations Educational Scientific and Cultural Organization, Paris 1989.
- Restaurierung – Quo Vadis. In: Arbeitsblätter des Arbeitskreises Nordrhein-Westfälischer Papierrestauratoren. Bd. 3 (1991), S. 4–10.
- Der Einsatz von Maschinen zur Papierspaltung: ein traditionell handwerklicher Prozeß wird industrialisiert. In: Restauro. Bd. 102 (1996), S. 464–467.
- Maßnahmen der Bestandserhaltung. In: Dialog mit Bibliotheken. Bd. 8 (1996), Heft 2, S. 43–45.
- Strategien für die Konservierung und Restaurierung von Schriftgut. In: Chemische Forschung (1996), S. 123–125.
- Bücher erhalten, pflegen und restaurieren. Hauswedell, Stuttgart 1997, ISBN 3-7762-0402-8.
- Bestandserhaltung – ein Zusammenspiel unterschiedlicher Instrumente. In: Choosing to preserve. European Commission on Preservation and Access, Amsterdam 1997, S. 130–133.
- Paper Splitting by Machine at the Deutsche Bücherei Leipzig. In: IPC Conference Papers London 1997. Proceedings of the Fourth International Conference of The Institute of Paper Conservation, 6–9 April 1997, London 1998, S. 224–230.
- Die Papierspaltmaschine im Zentrum für Bucherhaltung. In: BIT online. BIT-online-Kongress-News (1998), Heft 1, S. 49–52.
- Papierspalten als Möglichkeit zur mechanischen Stabilisierung von tintenfraßgeschädigten Objekten. In: Gerhard Banik, Gerhard / Hartmut Weber (Hrsg.): Tintenfraßschäden und ihre Behandlung. Kohlhammer, Stuttgart 1999 (Werkhefte der Staatlichen Archivverwaltung Baden-Württemberg; 10), ISBN 3-17-015377-3, S. 285–289.
- Zeitungserhaltung – Gedanken über kulturpolitische Ansätze: Verfilmung ist Verfilmung, aber keine Bestandserhaltung. In: ZFB-Profile. Bd. 3 (2001), S. 1–3.